# Paracyclotosaurus
A Paracyclotosaurus a fosszilis Temnospondylii rendjébe, ezen belül a Mastodonsauridae családjába tartozó nem.

## Előfordulása
A Paracyclotosaurus a középső triász és késő triász korok határán élt, körülbelül 235 millió évvel ezelőtt. A mai Ausztrália, India és a Dél-afrikai Köztársaság területein élt.

## Megjelenése
Ez az állat éppeg úgy nézhetett ki, mint a mai szalamandra; a különbséget a méret adta, mivel a Paracyclotosaurus 2,3 méter hosszú volt. Lapított testén, nagy, 60 centiméter hosszú fej ült. Körülbelül a krokodilokéra hasonlíthatott.

## Életmódja
Habár képes volt a szárazföldön élni, feltételezhető, hogy ideje legnagyobb részét a vízben töltötte. Halevő lévén, a vízfelszin közelében várakozott, amíg zsákmánya közelebb jött. Mikor a hal eléggé közel jött, a Paracyclotosaurus hirtelen kinyította nagy száját beszippantva áldozatát. A mai ragadozók közül is használják ezt a vadászómódszert, köztük például a krokodilok és a ragadozó halak.

## Rendszerezés
A nembe az alábbi 3 faj tartozik:
- Paracyclotosaurus crookshanki Damiani, 2001
- Paracyclotosaurus davidi Watson, 1958 - típusfaj
- Paracyclotosaurus morganorum Damiani & Hancox, 2003

A P. davidi fajt, csak egy teljes maradványnak köszönhetően ismerünk. Ezt a maradványt az ausztráliai Új-Dél-Walesben levő St Peters kőbányájában fedezték fel. A maradvány alapján sikerült megállapítani az állat halálának okát; valószínűleg egy fa dölt az állat fejére.

## Képek aP. davidiról

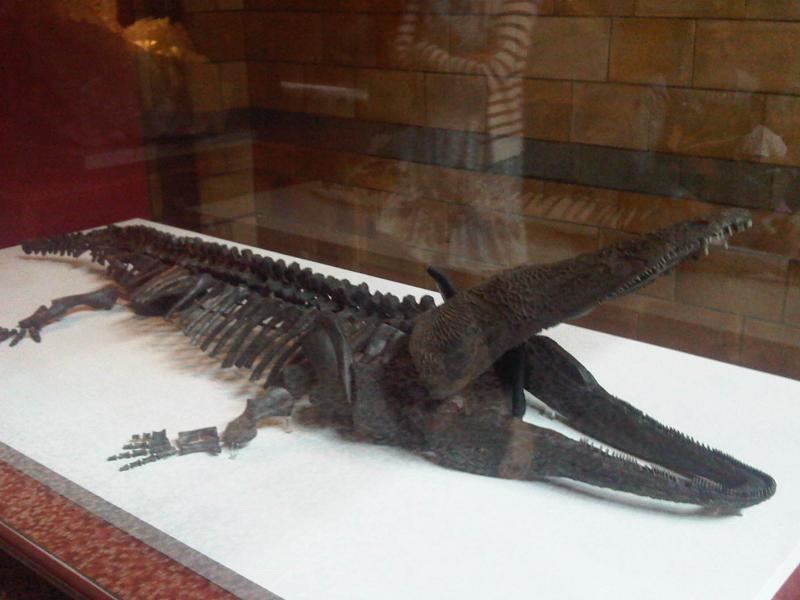
Az állat rekonstrukciója a londoni Természettudományi Múzeumban
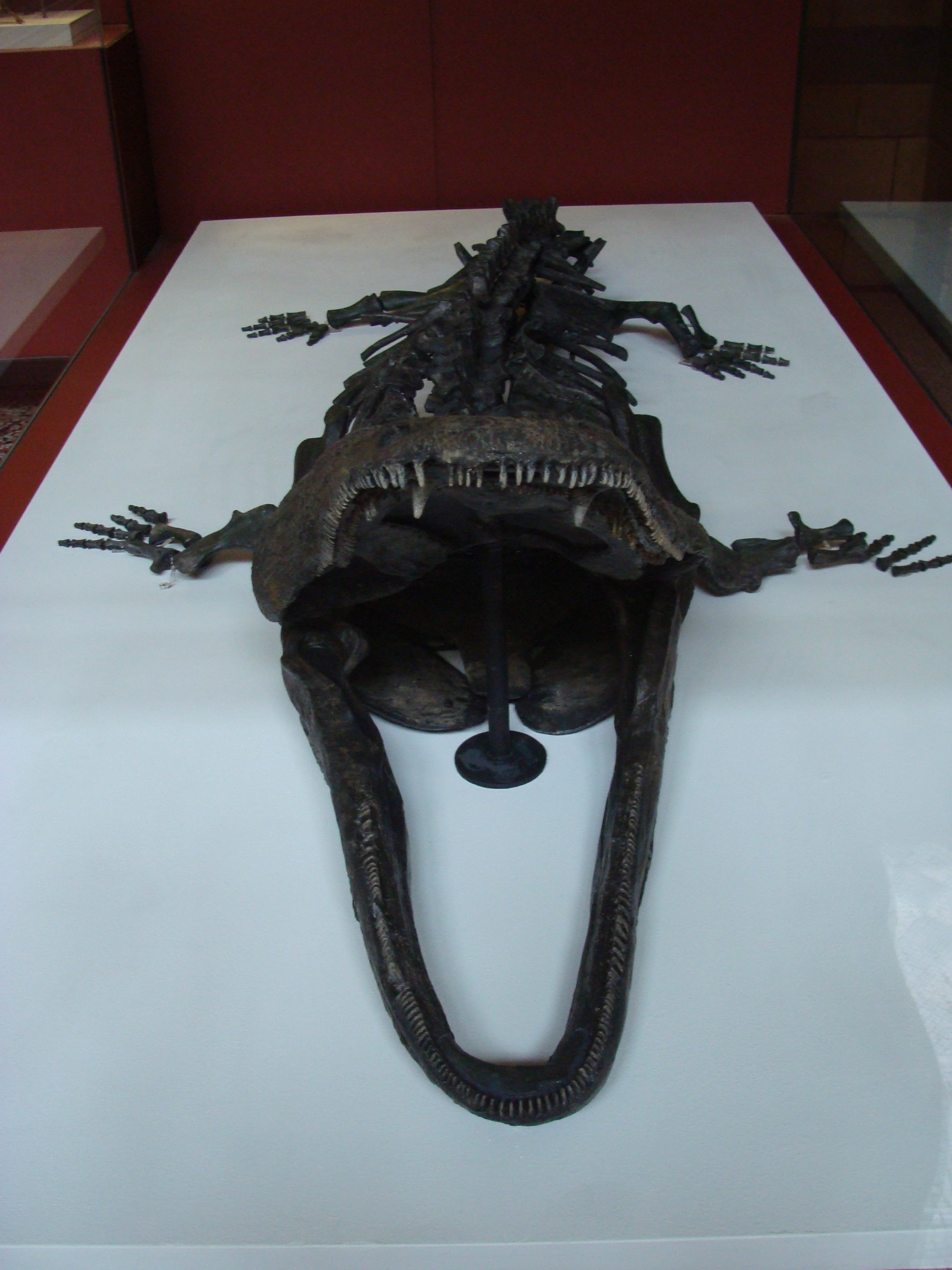
Ugyanaz a maradvány, de itt szemből

## Fordítás
Ez a szócikk részben vagy egészben  a   Paracyclotosaurus című angol Wikipédia-szócikk ezen változatának fordításán alapul.  Az eredeti cikk szerkesztőit annak laptörténete sorolja fel. Ez a jelzés csupán a megfogalmazás eredetét és a szerzői jogokat jelzi, nem szolgál a cikkben szereplő információk forrásmegjelöléseként.